# 海岸航空中心
海岸航空中心（簡稱CAC），是挪威已結業的區域航空公司，以卡默的海于格松機場為基地。海岸航空中心最初僅提供輕型飛機的營運和機械維修服務，1984年後陸續取得斯圖爾機場、耶盧達加利機場，以及海于格松往返亞伯丁航線的經營權。惟公司因獲利不佳、無法償還貸款債務，最終於1988年聲請破產，資產由海岸航空接手。

## 歷史

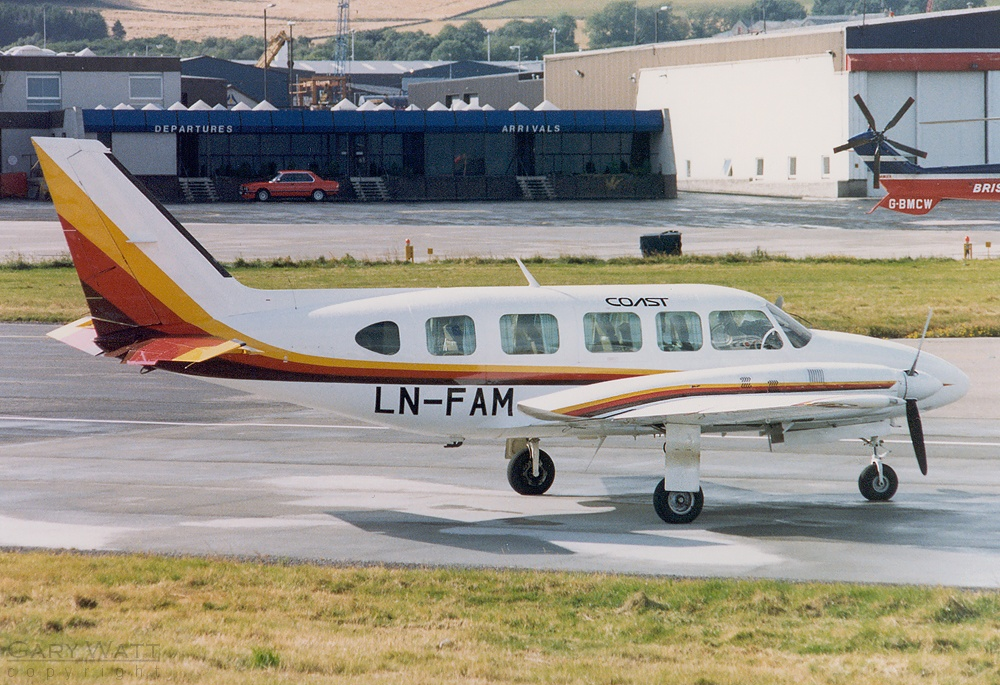
1986年，海岸航空中心旗下一架派珀PA-31 Navajo型飛機於亞伯丁機場

海岸航空中心和卡默的海于格松機場均於1975年成立，是最早隨機場啟用而成立的兩家航空公司之一（另一家為Nordsjøfly）。海岸航空中心最初於機場附設的港口經營水上飛機，機隊包括一架塞斯納207和兩架塞斯納206。
航空公司自1981年起開始使用派珀PA-31 Navajo型飛機，翌年再購入一架派珀PA-34 Seneca型飛機，惟仍維持機修和輕型飛機公司的經營模式，直至1984年開始申請在挪威提供區域航空服務的服務經營權（特許權），航空公司由阿斯比約恩·烏特恩（Asbjørn Utne）所有和經營。
1984年北歐航空（Scandinavian Airlines System）決定終止經營海于格松往返英國亞伯丁之間的航線後，海岸航空中心申請該航線的經營權，並計畫以750萬挪威克朗購買一架15人座的巴西航空工業EMB 110負責執飛，規劃為每日晨間自海于格松起飛，晚間自亞伯丁返抵。雖然北歐航空曾表示對該航線已不再感興趣，但又於1985年11月改變立場並行使優先權自行復飛，1986年4月又宣布不會營運該航線。海岸航空中心於同年8月20日接手經營航班，後因獲利不佳而於1987年4月再度停飛。
海岸航空中心於1984年10月和挪溫航空、Fonnafly共同申請自斯圖爾機場飛往奧斯陸、卑爾根和斯塔萬格航線的服務經營權。申請於1986年8月獲得批准後，該公司於同月12日以一架10人座比奇超級空中國王200型飛機投入服務，自斯圖爾經希恩機場飛往奧斯陸。後因交通客流量大幅增加，1987年3月公司改以載客量較大的20人座德哈維蘭加拿大DHC-6執飛。同年，海岸航空中心也獲得飛往海于格松的額外經營權，並可直飛奧斯陸，無須中途停留希恩機場。
1985年，海岸航空中心加入與Mørefly（總部位於奧勒松）、特倫德航空（Trønderfly，總部位於特隆赫姆）、挪斯航空（總部位於桑訥菲尤爾）共同成立的合資公司Commuter Service。
海岸航空中心於1986年6月20日獲得自斯塔萬格往返耶盧達加利機場的服務經營權（使用比奇超級空中國王200型執飛），期限至1991年。後由於自耶盧達加利起飛的航班載客量過低，海岸航空中心與挪溫航空皆終止該航線的經營，威德羅航空和挪斯航空（後於1990年轉讓予威德羅航空）亦因乘客不足而對該航線不感興趣。截至1986年，海岸航空中心的年營收為1,400萬挪威克朗，擁有24名員工。同年，公司建置PNR／Smart預定系統。1987年，海岸航空中心參與投標挪威空中救護車的部分營運權，惟並未成功。
1988年2月7日，挪威信貸銀行明確表示不再向該公司發放更多信用貸款，使海岸航空中心陷入財務困難，決定暫停所有服務，當時公司經營每日9條航線，擁有35名員工。挪威信貸銀行要求海岸航空中心於同年2月10日前償還其持有2,300萬挪威克朗債務中的1,300萬挪威克朗，後來放寬期限至三週以利其尋找資金。2月17日，海岸航空中心提出再融資計畫，將飛機庫出售予當地政府，並由後者提供200萬挪威克朗的擔保。挪威信貸銀行則免除部分債務，並自挪斯航空（1985年被Kosmos收購）獲得額外資金。然仍不足以彌補公司的財務缺口，海岸航空中心於1988年4月29日向法院聲請破產，所有人阿斯比約恩·烏特恩（Asbjørn Utne）亦申請個人破產。

## 機隊
海岸航空中心擁有的機隊如下，包括飛機總數、製造年份、於海岸航空中心投入使用的年份及退役年份：
| 機型                | 數量 | 製造年份   | 首架引進 | 末架除役 | 註腳          |
| ------------------- | ---- | ---------- | -------- | -------- | ------------- |
| 塞斯納207           | 1    | 1969       | 1978     | 1984     | [ 2 ]         |
| 塞斯納206           | 2    | 1973－1978 | 1980     | 1988     | [ 3 ] [ 4 ]   |
| 派珀PA-31 Navajo    | 1    | 1979       | 1981     | 1988     | [ 5 ]         |
| 派珀PA-34 Seneca    | 1    | 1980       | 1982     | 1984     | [ 6 ]         |
| 巴西航空工業EMB 110 | 1    | 1980       | 1985     | 1987     | [ 31 ]        |
| 比奇空中國王        | 2    | 1981       | 1986     | 1988     | [ 31 ] [ 32 ] |
| 德哈維蘭加拿大DHC-6 | 1    | 1971       | 1987     | 1988     | [ 5 ]         |

## 航點
| 地點     | 機場               | 通航期（年） | 註腳          |
| -------- | ------------------ | ------------ | ------------- |
| 亞伯丁   | 亞伯丁機場         | 1986－1987   | [ 11 ] [ 13 ] |
| 卑爾根   | 卑爾根弗萊斯蘭機場 | 1986－1988   | [ 15 ]        |
| 耶盧     | 耶盧達加利機場     | 1986         | [ 22 ]        |
| 海于格松 | 海于格松機場       | 1986－1987   | [ 11 ]        |
| 奥斯陸   | 奧斯陸福尼布機場   | 1986－1983   | [ 15 ]        |
| 希恩     | 希恩機場           | 1986－1983   | [ 15 ]        |
| 斯塔萬格 | 斯塔萬格機場       | 1986－1983   | [ 15 ]        |
| 斯圖爾   | 斯圖爾機場         | 1985－1983   | [ 15 ]        |

## 意外事故
1982年5月3日，海岸航空中心一架塞斯納206在飛行途中撞上架空輸電線路（電線）而於索倫墜毀，機上3人全數罹難。調查結果顯示，事故原因是由於機長的失誤，導致在能見度足夠、地圖亦有標示的情況下撞上電纜。

### 連結
1. ↑  Reitan 2003，第39頁.
2. 1 2  Hagby 1998，第187頁.
3. 1 2  Hagby 1998，第160頁.
4. 1 2  Hagby 1998，第189頁.
5. 1 2 3  Hagby 1998，第157頁.
6. 1 2  Hagby 1998，第216頁.
7. 1 2  Hansen, Lars Ditlev. . Aftenposten. 1986-10-27: 37 （挪威语）.
8. ↑  . Aftenposten. 1984-10-17: 32 （挪威语）.
9. ↑  . Aftenposten. Norwegian News Agency（英语：Norwegian News Agency）. 1985-11-01 （挪威语）.
10. ↑  . Aftenposten. 1985-11-14 （挪威语）.
11. 1 2 3  . Norwegian News Agency. 1986-04-08 （挪威语）.
12. 1 2  . Norwegian News Agency. 1986-07-31 （挪威语）.
13. 1 2  . Norwegian News Agency. 1987-04-10 （挪威语）.
14. ↑  Guhnfeldt, Cato. . Aftenposten. 1984-10-24: 24 （挪威语）.
15. 1 2 3 4 5 6  Eide, Martin. . Aftenposten. 1986-08-13: 48 （挪威语）.
16. ↑  . Aftenposten. 1986-08-19 （挪威语）.
17. ↑  . Norwegian News Agency. 1987-03-27 （挪威语）.
18. ↑  . Aftenposten. 1987-04-01 （挪威语）.
19. ↑  . Aftenposten. 1987-06-10 （挪威语）.
20. ↑  . Aftenposten. 1985-08-27: 44 （挪威语）.
21. ↑  . Norwegian News Agency. 1986-06-20 （挪威语）.
22. 1 2  . Norwegian News Agency. 1986-06-12 （挪威语）.
23. ↑  Helskog, Svenn R. . Aftenposten. 1987-05-06: 27 （挪威语）.
24. ↑  . Norwegian News Agency. 1988-02-07 （挪威语）.
25. ↑  . 1988-02-10 （挪威语）.
26. ↑  . Kvinnheringen（英语：Kvinnheringen） (韋斯特蘭). 1988-02-10: 4–5 –Nasjonalbiblioteket Nettbiblioteket （挪威语）.
27. ↑  . Aftenposten. 1988-02-15: 30 （挪威语）.
28. ↑  . Aftenposten. 1988-02-18: 16 （挪威语）.
29. ↑  . Norwegian News Agency. 1988-02-18 （挪威语）.
30. ↑  . Norwegian News Agency. 1988-05-04 （挪威语）.
31. 1 2  Hagby 1998，第158頁.
32. ↑  Hagby 1998，第228頁.
33. ↑  Reitan 2003，第63頁.
34. ↑  Reitan 2003，第64頁.

### 書籍
- Hagby, Kay. . Drammen: Hagby. 1998  [2024-07-31]. ISBN 8299475201. （原始内容存档于2020-07-28） （挪威语）.
- Reitan, Sverre Utne. . Karmøy: Eget Forlag. 2003 （挪威语）.